# Carros de cesto do Monte

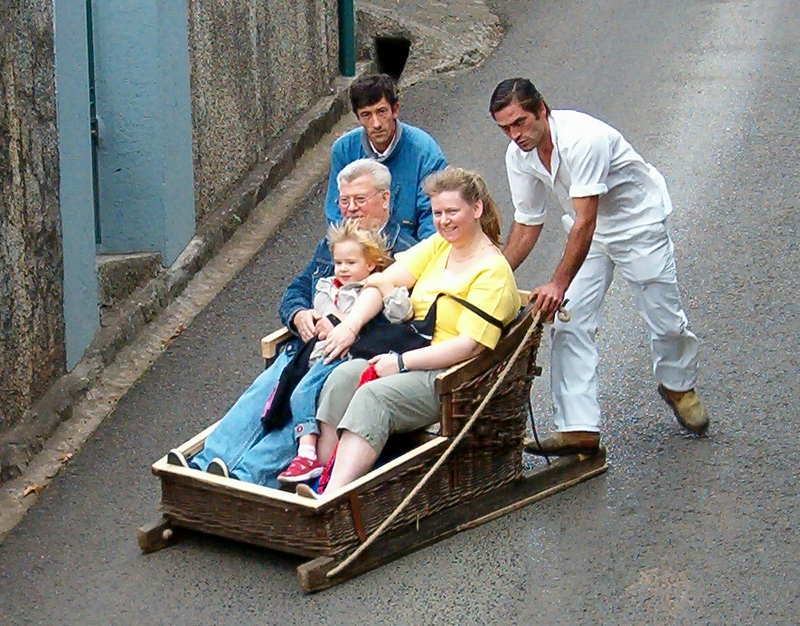
Um carro de cesto descendo o Monte.

Os carros de cesto do Monte são um meio de transporte, na Ilha da Madeira, originalmente utilizados para ligar o Monte à cidade do Funchal. Atualmente, servem de atração turística e têm o seu percurso limitado até ao Livramento (localidade da freguesia do Monte).
Este meio de transporte tem origem em meados no Século XIX e era utilizado pela população da freguesia do Monte para descer mais rapidamente até à cidade do Funchal.
Os carros de cesto são uma adaptação da corsa, pequeno atrelado estilo trenó utilizado na região para o transporte de mercadorias, ao qual é adicionado um cesto de vime com fim a permitir o transporte de passageiros. Estes carros são depois empurrados por dois condutores, denominados "Carreiros". 